# Gloucester
Gloucester je město a distrikt v hrabství Gloucestershire, poblíž hranic s Walesem na řece Severn.

## Geografie
Gloucester je hlavním městem Gloucestershire a velikostí je 46. město v rámci Anglie. Roku 2003 mělo vlastní město 110 200 obyvatel bez příměstských částí. Podle sčítání obyvatel z roku 2001 byl počet obyvatel Gloucesteru včetně přičleněných obcí 162 203 obyvatel, o 29% více než v roce 1991.
Město se rozkládá na východním břehu řeky Severn asi 180 km severozápadně od Londýna. Na východě je ohraničeno Costwolds a na západě a severozápadě vytváří jeho hranice Forest of Dean a Malvern Hills.
Gloucester je přístav spojený Gloucester and Sharpness Canal s ústím řeky Severn a dovoluje tak velkým lodím doplout až do doků. Přístaviště, skladiště a doky prošly v 80. letech minulého století významnou rekonstrukcí a v současné době jsou přístupné pro veřejnost. Některá skladiště jsou využívána pro Národní muzeum vodní dopravy, jiná byla rekonstruována na luxusní byty, obchody a bary. Soldiers of Gloucestershire Museum  Archivováno 17. 8. 2021 na Wayback Machine. je umístěno bývalé celnici.

## Historie

### Římané
Existence britského osídlení v oblasti Gloucesteru není potvrzená žádným přímým odkazem ale Gloucester byl střediskem římské  Colonia Nervia Glevensium. Části opevnění z té doby jsou patrné ještě i dnes, a bylo nalezeno mnoho mincí a drobných nálezů i když písemné zmínky jsou vzácné. Důkazem o obydlení této oblasti v době po odchodu Římanů z Británie zahrnují zmínky v Historia Brittonum o tom, že Vortigernův děd vládl Gloucesteru a že výsledkem Bitvy u Deorhamu roku 577 bylo ovládnutí Gloucesteru Wessexem.

### Sasové
Slovo Gloucester možná označuje tvrz (caester ve staroangličtině) na čisté řece (Glowancestre, 1282). Ve Walesu bylo město známo jako Caerloyw (Caer – hrad, loyw z gloyw – čirý). Jeho poloha u splavné řeky a založení opatství roku 681 podporovalo rozvoj města. Před vpádem Normanů byl Gloucester distriktem s hradem, jenž byl často královskou rezidencí a mincovnou.

### Středověk
Král Jindřich II. udělil městu v roce 1155 výsady jež pro měšťany znamenaly stejné svobody jaké měli obyvatelé Londýna a Westminsteru. Další privilej umožňovala občanům volně překračovat řeku Severn. První výsady byly roku 1194 potvrzeny Richardem I. Další výsady získalo město za vlády Jana I. a to v osvobození od mýta a právo na proces v rámci distriktu.

### Tudorové a Stuartové
Další výsady udělované Gloucesteru ukazovaly jeho postavení jako významného centra. Richard III. roku 1483 ustanovil město jako samostatné hrabství. Tato výsada byla později potvrzena i v následujících letech 1489 a 1510. Obléhání Gloucesteru roku 1643 bylo významnou bitvou Anglické občanské války, v níž uspěli obléhání parlamentaristé.

## Turistické atrakce

### Gloucesterská katedrála

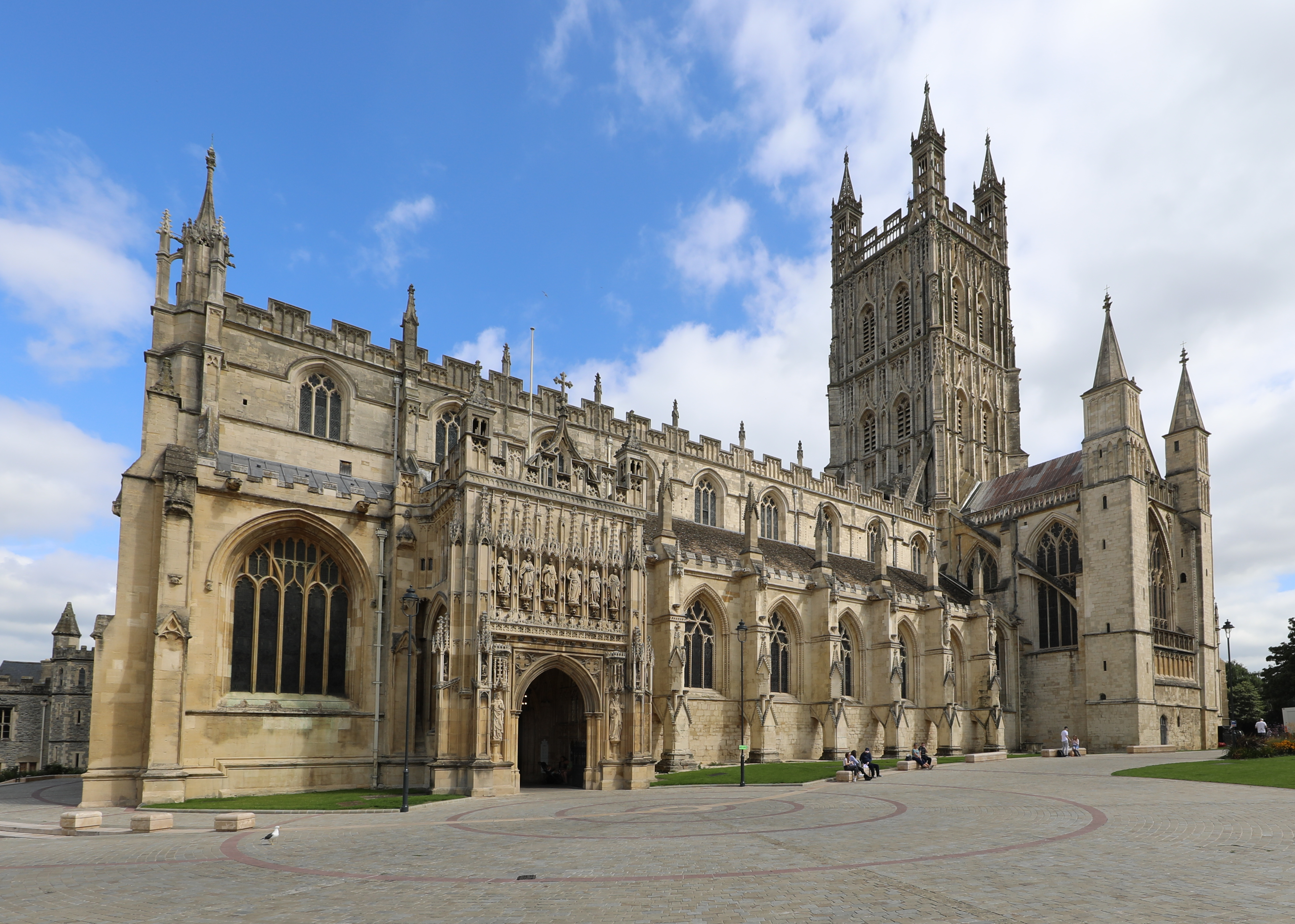
Gloucesterská katedrála

Gloucesterská katedrála, nacházející se na severu města poblíž řeky, pochází z doby kdy bylo roku 681 postaveno opatství zasvěcené Svatému Poterovi. Je zde pohřben Eduard II., Walter de Lacy a nedávno byla využita při natáčení filmů o Harrym Potterovi. Původní normanská kaple se nachází v těsném sousedství děkanství.

### Středověké stavby
V Gloucesteru se dochovalo mnoho lomenicových a roubených staveb z dřívější historie města. V místě kde se protínají čtyři hlavní ulice města stojí Tolsey (radnice), která byla nahrazena modernější budovou roku 1894. Z obecních staveb se dále dochovala pouze New Inn na Northgate Street. Jedná se o dřevěnou budovu s masivními balkóny a dvorem. Byla postavena opatem Sebrokem roku 1450 pro poutníky ke hrobce Eduarda II.

### Kostely
V minulosti se v Gloucesteru nacházelo velké množství kaplí. To vedlo Oliwera Cromwella k tomu, že označil Gloucester za město kde je více kostelů než věřících. Ve městě vznikla první nedělní škola, založená Robertem Raikesem roku 1780. Mezi dochovanými kostely jsou čtyři, které mají větší význam:
- St Mary de Lode – s normanskou kaplí a oltářem a památníkem biskupa Hoopera. Byl postaven na místě původního římského chrámu a byl prvním křesťanským kostelem ve Velké Británii.
- St Mary de Crypt – s křížovou strukturou pocházející z 12. století. Z pozdějších dostaveb stojí za zmínku vznešená věž.
- kostel Svatého Michaela – o němž se uvádí že byl spojen se středověkým opatstvím Svatého Petra
- kostel Svatého Mikuláše – založený Normany s mnoha dostavbami

### Moderní stavby
Mezi pozoruhodné stavby pocházející z nedávné minulosti patří muzeum a škola umění a vědy, vězení (nacházející se na místě původního saského a normanského hradu), budova správního úřadu hrabství a Whitfieldský kostel. Park na jihu města obsahuje i lázně. Prameny s železitou vodou byly objeveny roku 1814.
Centrem města je King's Square, které vzniklo na místě kde bylo dříve autobusové stanoviště a konal se zde dobytčí trh. Oficiálně bylo otevřeno roku 1972 a bylo hlavní akcí významné rekonstrukce centra města – Jellicoe Planu – zveřejněného roku 1961. Část úprav jež byla součástí tohoto plánu, realizovaných ve stylu brutalistní architektury jako byla například betonová fontána v centru náměstí byla odstraněna.
V Gloucesteru se nachází několik výškových staveb, z nichž nejznámější je Gloucesterská katedrála. Věž Gloucestershire Royal Hospital postavená v letech 1970 až 1975 je viditelná z velké vzdálenosti. Na Brunswick Road se nachází hnědá betonová věž kde sídlila Gloucesterká kolej umění a technologie. Tato věž byla přistavěna k budově Technické koleje pocházející z 30. let 19. století. Clapham Court – vysoký blok obytných domů postavený roku 1972 se nachází na Columbia Close mezi London Road a Kingsholm Road.

## Ekonomika a průmysl
Gloucester má dlouhou historii leteckého průmyslu. Jednou z nejvýznamnějších společností ve městě v tomto oboru je Gloster Aircraft Company. Přistávací dráha společnosti Messier-Dowty a továrna další leteckého společnosti Smiths Aerospace se nachází na okraji města. V centru města byla instalována plastika na památku slavné historie leteckého průmyslu a především vývoje reaktivního motoru.
V Gloucesteru se nachází hlavní sídlo společnosti Cheltenham and Gloucester – třetí největší hypoteční banky Velké Británie.

## Doprava
Gloucester je Gloucester and Sharpness Canal s ústím řeky Severn. Město je také spojeno s řekou Avon a Stourport-on-Severn splavnou částí řeky Severn. Město bylo také v minulosti spojené s Ledbury a Herefordem Herefordshire and Gloucestershire Canal. Tento kanál je nyní rekonstruován a nádrž v předměstí Over je místní atrakcí.
Městskou hromadnou dopravu v Gloucesteru zajišťuje společnost Stagecoach, která má své depo na London Road. Regionální centrum této společnosti sídlí rovněž ve městě.
Do doby kdy byl roku 1966 postaven Severn Bridge byl Gloucester nejnižším místem, kde bylo možno překonat řeku a byl tak důležitou křižovatkou na cestě mezi Londýnem a jižním Walesem. Řeka Severn je v těchto místech rozdělena do dvou proudů a tak most vede nejprve na Alney Island a až poté na západní břeh řeky. Most pro silniční dopravu poblíž Over postavený roku 1829 Tomasem Telfordem stojí do současné doby a vyznačuje se nízkým obloukem. Ale úzký profil a nepříliš nosná konstrukce způsobila, že od roku 1974, kdy byl nedaleko od něj postaven moderní most, již není využíván pro silniční dopravu. Přes Alney Island vede i most pro železniční dopravu.
V Gloucesteru také sídlila železniční společnost Gloucester Railway Carriage and Wagon Company, která je ale nyní již zrušena.

## Kultura
Festival Three Choirs Festival, jehož historie sahá do 18. století a jedním z nejstarších hudebních festivalů Evropy, se koná v Gloucesteru jednou za tři roky. Hereford a Worcester jsou dalšími městy podílejícími se na pořádání tohoto festivalu v ostatních letech.
Hlavním kulturním centrem a místem, kde se nachází největší divadelní scéna ve městě, je radnice.
Každým rokem na přelomu července a srpna je ve městě pořádán  Gloucester International Rhythm & Blues Festival.

## Vzdělání
Ve městě se mimo jiné nacházejí tři významné školy s dlouhou historií. King's School obnovená Jindřichem VIII jako součást katedrály, škola St Mary de Crypt založená v téže době (1539) Joan Cookovou a Blue Coat Hospital založená sirem Thomasem Richem roku 1666 jako chlapecká škola.

## Sport
V Kingsholmu sídlí Gloucester RFC, založený roku 1873, jeden z nejlepších anglických ragbyových klubů. V Meadow Parku se nachází Gloucester City AFC – poloprofesionální fotbalový klub.

## Osobnosti
- Isabela Anglická (1214–1241), anglická princezna, sňatkem císařovna Svaté říše římské a sicilská královna[2]
- Charles Wheatstone (1802–1875), britský vynálezce[3]
- George Whitefield (1714–1770), anglikánský kněz a misionář[4]
- Simon Pegg (* 1970), britský herec a komik[5]

## Partnerská města
- Mety, Francie (1967)
- Trevír, Porýní-Falc, Německo (1957)